# Pumicestone-Nationalpark
Der Pumicestone-Nationalpark (englisch Pumicestone National Park) ist ein 164 Hektar großer Nationalpark im australischen Bundesstaat Queensland.

## Name
Sein Name geht auf den britischen Forschungsreisenden Matthew Flinders zurück, der die Gegend 1799 erkundete und zahlreiche Bimssteine (englisch Pumice oder Pumicestone) am Ufer fand.

## Lage
Der Park liegt in der Region South East Queensland, etwa 55 Kilometer nördlich von Brisbane und 185 Kilometer südlich von Hervey Bay. Die nächstgelegene Stadt ist Caboolture. Der Nationalpark schützt eine Landzunge die in die Pumicestone Passage, ein schmales Gewässer zwischen Bribie Island und dem australischen Festland, hineinragt. Er bildet damit einen wichtigen Brückenkopf zwischen dem Glass-House-Mountains-Nationalpark, dem Pumicestone Passage Marine Park und dem Bribie-Island-Nationalpark. Im Nationalpark gibt es keine Besuchereinrichtungen.

## Fauna
Zahlreiche Vögel sind in den Wattgebieten heimisch, darunter die gefährdete Zwergseeschwalbe (Sterna albifrons) und der Isabellbrachvogel (Numenius madagascariensis), aber auch Säugetiere wie die gefährdete Falsche Schwimmratte (Xeromys myoides) sind im Park heimisch.